# نولان ريان
نولان ريان (بالإنجليزية: Nolan Ryan)‏ هو لاعب كرة قاعدة أمريكي، ولد في 31 يناير 1947 في ريفيوجيو في الولايات المتحدة.

## وصلات خارجية
- نولان ريان على موقع دوري كرة القاعدة الرئيسي (الإنجليزية)
- نولان ريان على موقعبيزبول رفرنس.كوم (الدوري الرئيسي) (الإنجليزية)
- نولان ريان على موقعبيزبول رفرنس.كوم (الدوري الثانوي) (الإنجليزية)
- نولان ريان على موقع إي إس بي إن.كوم (أم.أل.بي) (الإنجليزية)
- نولان ريان على موقع مشجعي الرسوم البيانية (الإنجليزية)
- نولان ريان على موقع قاعة مشاهير كرة القاعدة (الإنجليزية)
- نولان ريان على موقع IMDb (الإنجليزية)
- نولان ريان على موقع الموسوعة البريطانية (الإنجليزية)
- نولان ريان على موقع ميوزك برينز (الإنجليزية)
- نولان ريان على موقع إن إن دي بي (الإنجليزية)
- نولان ريان على موقع قاعدة بيانات الفيلم (الإنجليزية)